# Henrik Mohn

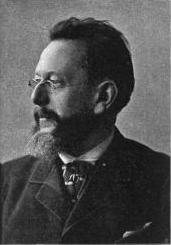
Henrik Mohn (1896)

Henrik Mohn (* 15. Mai 1835 in Bergen, Norwegen; † 12. September 1916 in Kristiania, Norwegen) war ein norwegischer Meteorologe und Ozeanograf.
Er gilt als Begründer der Meteorologie und Ozeanografie in Norwegen. Er war der erste Professor für Meteorologie an der Universität Christiania und der erste Direktor des Königlich Norwegischen Meteorologischen Instituts. Mohn initiierte und leitete gemeinsam mit Georg Ossian Sars die Norwegische Nordmeerexpedition von 1876 bis 1878. Er vertrat sein Land in der Internationalen Polarkommission, die das Erste Internationale Polarjahr organisierte, und bearbeitete das meteorologische Material der drei norwegischen Polarexpeditionen mit der Fram.

## Leben
Henrik Mohn war das älteste von 13 Kindern Albert Henrik Mohns (1811–1894) und dessen Frau Adelaide Charlotte Augusta Mohn geb. Neumann (1814–1864). Seine Vorfahren stammten aus Rostock, von wo sie um 1750 nach Bergen eingewandert sind. Er besuchte bis 1852 die Domschule in Bergen und begann anschließend ein Theologiestudium an der Königlichen Friedrichs-Universität Christiania. Er entdeckte bald sein Interesse für die Physik und belegte die Fächer Astronomie und Mineralogie. Er schloss sein Studium 1858 als Bergkandidat (candidatus mineralogiae) ab. Von 1859 bis 1862 war er Herausgeber der Zeitschrift Polyteknisk Tidsskrift. Für eine Abhandlung über Kometenbahnen erhielt er 1860 die Kronprinzen-Goldmedaille (Kronprinsens gullmedalje), die höchste Auszeichnung der Universität. Im selben Jahr wurde er Stipendiat und 1861 Observator an der Universitätssternwarte. Hier führte er die von Christopher Hansteen 1837 begonnenen Wetterbeobachtungen fort. Als am 28. Juli 1866 das meteorologische Institut der Universität gegründet wurde, wurde Mohn zu dessen Direktor ernannt und zum Professor berufen. Bereits im Folgejahr hatte er organisiert, dass an Leuchttürmen und Bahnhöfen regelmäßige Wetterbeobachtungen vorgenommen wurden. 1870 veröffentlichte er einen Sturmatlas. Zwei Jahre später erschien die erste Ausgabe seines in mehrere Sprachen übersetzten und über Jahrzehnte mehrfach neu aufgelegten Werks Om Vind og Veir. Meteorologiens Hovedresultater (deutsch Grundzüge der Meteorologie. Die Lehre von Wind und Wetter nach den neuesten Forschungen gemeinfasslich dargestellt). In den 1870er Jahren arbeitete er daran, Wetterphänomene aus den Gesetzen der Physik zu erklären. Er war der Auffassung, dass aus dem Zustand der Atmosphäre zu einem gegebenen Zeitpunkt der Zustand zu jedem früheren oder späteren Zeitpunkt durch eine vollständige Kenntnis der Gesetze für die Bewegung der Atmosphäre berechnet werden könnte. Gemeinsam mit dem Mathematiker Cato Guldberg veröffentlichte er zwei Abhandlungen, in denen er den Versuch unternahm, die Bewegungen der Erdatmosphäre aus den Gesetzen der Hydro- und Thermodynamik abzuleiten.

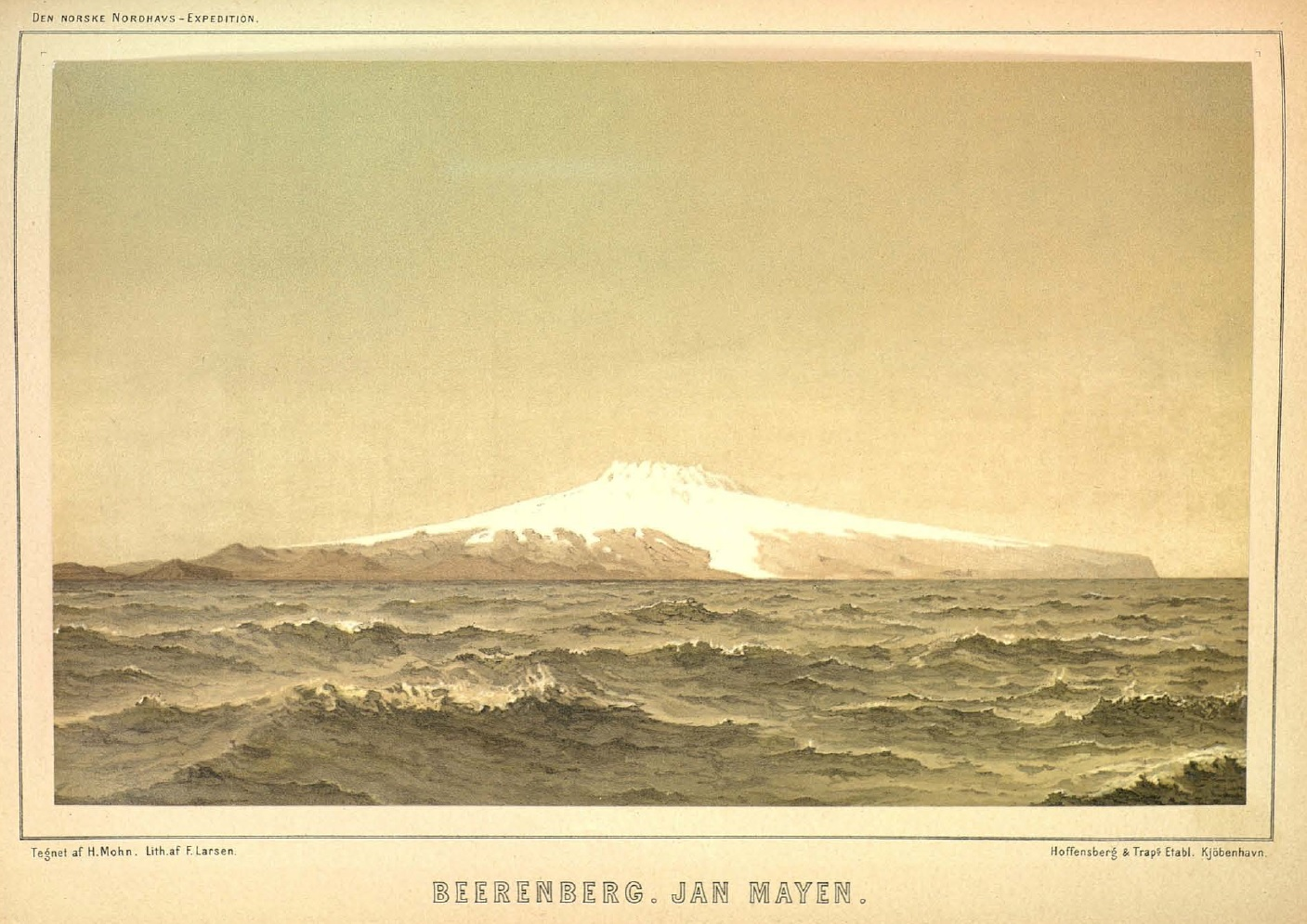
Henrik Mohn: Der Beerenberg, Jan Mayen (1877).

1874 wandte Mohn sich gemeinsam mit dem Zoologen Georg Ossian Sars in einem Memorandum an die norwegische Regierung mit der Bitte, eine wissenschaftliche Expedition zur umfassenden Erforschung des Europäischen Nordmeers zu finanzieren. Der Antrag betonte die Bedeutung dieses Meeres für das Klima in Norwegen und vor allem für die Fischwanderung in den norwegischen Küstengewässern. Nachdem das Storting bereits im Mai 1875 zugestimmt hatte, fand die Norwegische Nordmeerexpedition (Den Norske Nordhavs-Expedition) unter Beteiligung weiterer Wissenschaftler wie Daniel Cornelius Danielssen jeweils in den Sommermonaten der Jahre 1876 bis 1878 statt. Das untersuchte Meeresgebiet umfasste das gesamte Europäische Nordmeer sowie Teile der östlichen Grönlandsee vor Spitzbergen und der westliche Barentssee. An etwa 350 Stationen wurde die Tiefe des Meeres ausgelotet sowie die Temperatur, die chemische Zusammensetzung und die Strömung des Meerwassers bestimmt. Hinzu kamen meteorologische Beobachtungen, magnetische Messungen, Analysen des Sediments am Meeresgrund und eine biologische Bestandsaufnahme, die zur wissenschaftlichen Beschreibung von 300 neuen Arten führte. Durch die Expedition gewann Mohn neue Einblicke in die Dynamik der Wechselwirkung zwischen Ozean und Atmosphäre. Das half ihm bei der Entwicklung seiner Zyklonentheorie. Anschließend veröffentlichte er bahnbrechende Studien über Meeresströmungen und Luftbewegungen. Als einer der Ersten verstand er die Beziehung zwischen der Dichteverteilung des Meerwassers, den Meeresströmungen und der Erdrotation. Bereits im Jahr 1880 erklärte Mohn die Bildung von Tiefenwasser im Europäischen Nordmeer in der gleichen Weise wie Fridtjof Nansen und Björn Helland-Hansen im Jahre 1909.
Henrik Mohn gehörte zu den Ersten, die Carl Weyprechts Bemühungen um eine international kooperierende Polarforschung unterstützten. Er war 1879 Gründungsmitglied der Internationalen Polarkommission und sorgte dafür, dass Norwegen eines der ersten Länder war, die die Finanzierung einer Forschungsstation für das Erste Internationale Polarjahr von 1882/83 zusicherten. Mohn wählte Bossekop, heute ein Stadtteil von Alta, als Standort für die Station und stellte die wissenschaftlichen Instrumente zur Verfügung, von denen er einige eigens zu diesem Zweck entwarf. Mohns Assistent am Meteorologischen Institut Aksel Steen übernahm die Leitung der Station. Mohn selbst besuchte sie auf einer Inspektionsreise im Juli 1883.
Mohn fungierte als Berater bei allen norwegischen Polarexpeditionen der nächsten Jahrzehnte. Er stattete sowohl Fridtjof Nansen als auch Otto Sverdrup und Roald Amundsen mit meteorologischen Instrumenten aus. Nach der Rückkehr der Expeditionen bearbeitete er das meist umfangreiche Datenmaterial. Zu Nansens berühmter Fram-Expedition von 1893 bis 1896 hatte Mohn sogar den Anstoß gegeben, als er 1884 nach dem Fund von Wrackteilen der Jeannette an der grönländischen Küste die Existenz einer transpolaren Driftströmung postulierte.
Als Direktor des norwegischen Wetterdienstes war Mohn von Beginn an Mitglied des Internationalen Meteorologischen Komitees als Hauptorgan der 1873 gegründeten Internationalen Meteorologischen Organisation. Er war Mitglied mehrerer Kommissionen und hatte einen enormen Einfluss. Mohn blieb bis ins hohe Alter wissenschaftlich aktiv und vollendete wenige Monate vor seinem Tod im Jahre 1816 einen Klimaatlas für Norwegen.
Henrik Mohn war zweimal verheiratet. Seine Ehe mit Louise Nicoline Rieck (1836–1866) blieb kinderlos. Aus seiner zweiten Ehe mit Julie Birgitte Dyblie (1847–1928) hatte er die Tochter Louise.

## Ehrungen
Henrik Mohn war seit 1861 Mitglied der Videnskabsselskabet i Kristiania, der heutigen Norwegischen Akademie der Wissenschaften, und von 1876 bis 1893 Vorsitzender ihrer naturwissenschaftlichen Klasse. Von 1896 bis 1914 war er jeweils Präsident oder Vizepräsident der Gesellschaft. Mehrere Universitäten, darunter Uppsala (1877), ernannten ihn zum Ehrendoktor. Mohn war Mitglied oder Ehrenmitglied von 18 wissenschaftlichen Gesellschaften wie der Royal Meteorological Society (1874), der Österreichischen Gesellschaft für Meteorologie (1881), der Deutschen Akademie der Naturforscher Leopoldina (1883), der Deutschen Meteorologischen Gesellschaft (1884), der Kaiserlich Russischen Geographischen Gesellschaft (1887) und der Königlich Dänischen Akademie der Wissenschaften (1902). Er wurde 1890 Ritter, 1895 Kommandeur und 1915 Kommandeur mit Stern des Sankt-Olav-Ordens.
Die verschiedenen norwegischen Polarexpeditionen des späten 19. und frühen 20. Jahrhunderts benannten zahlreiche geographische Objekte nach Henrik Mohn. Beispiele sind der Mohn-Rücken, der als Teil des Mittelatlantischen Rückens von der Insel Jan Mayen in nordöstlicher Richtung bis 73° 30′ N verläuft, die Mohn-Inseln in der Karasee, Mohnbukta, Mohnhøgda und Kap Mohn in Spitzbergen, Mohnberget auf Jan Mayen, der Mohn-Gletscher an der Melville-Bucht und Kap Mohn am Thomas-Thomsen-Fjord auf Grönland, ein Kap und ein Berg auf der Nordinsel Nowaja Semljas sowie das Mohn Basin und die Mohn Peaks in Antarktika.

## Schriften (Auswahl)
- (mit Peter Waage): Omrids af krystallografien. Med et tillæg, indeholdende de vigtigste Stoffers Krystalformer. Johan Dahl, Christiania 1859.
- Om Kometbanernes indbyrdes Beliggenhede. Christiania 1861 (eingeschränkte Vorschau in der Google-Buchsuche).
- Grundzüge der Meteorologie. Die Lehre von Wind und Wetter nach den neuesten Forschungen gemeinfasslich dargestellt. D. Reimer, Berlin 1875.
- (mit Cato Guldberg): Études sur les mouvements de l’atmosphère. Brøgger, Christiania, Teil 1 1876, Teil 2 1880.
- Tiefen-Verhältnisse & Wärme-Vertheilung im Norwegischen Meere nach den Messungen der norwegischen Expedition, 1876. J. Perthes, Gotha 1878.
- Die Norwegische Nordmeer-Expedition. Resultate der Lothungen und Tiefseetemperatur-Beobachtungen. In: Dr. A. Petermann’s Mittheilungen aus Justus Perthes’ Geographischer Anstalt, Ergänzungsheft 63, 1880.
- Beiträge zur Hydrographie des sibirischen Eismeeres nach den Beobachtungen der „Vega“-Expedition im Sommer 1878. J. Perthes, Gotha 1884.
- Den Norske Nordhavs-Expedition, 1876–1878. Band 18: Nordhavets dybder, temperatur og strømninger. Grøndahl, Christiania 1887.
- Wissenschaftliche Ergebnisse von Dr. F. Nansens Durchquerung von Grönland 1888. J. Perthes, Gotha 1892.
- Das Hypsometer als Luftdruckmesser und seine Anwendung zur Bestimmung der Schwerekorrektion. In: Skrifter udg. af Videnskabsselskabet i Christiania, I. Math.-naturv. Kl., 1899.
- The Norwegian North Polar Expedition, 1893–1896. Scientific Results, Band 6, Meteorology (PDF; 33,9 MB), Longmans,  London 1905.
- Report of the Second Norwegian Arctic Expedition in the "Fram", 1898–1902. Band 1, Nr. 4, Meteorology, Christiania videnskabs-selskab, 1907, S. 1–399.
- Roald Amundsen’s Antarctic expedition. Scientific results. Meteorology. In: Videnskapsselskapets skrifter. I. Mat.-naturv. klasse. 5, 1915.